# Lorica (släkte)
Lorica är ett släkte av blötdjur. Lorica ingår i familjen Schizochitonidae.
Kladogram enligt Catalogue of Life:
| Lorica | \| \| Lorica haurakiensis \| \| \| \| \| \| Lorica volvox \| \| \| \| |
|        | \| \| Lorica haurakiensis \| \| \| \| \| \| Lorica volvox \| \| \| \| |
|        | Loricella                                                             |
|        |                                                                       |
|        | Schizochiton                                                          |
|        |                                                                       |
|        | Lorica haurakiensis                                                   |
|        |                                                                       |
|        | Lorica volvox                                                         |
|        |                                                                       |

|  | Lorica haurakiensis |
|  |                     |
|  | Lorica volvox       |
|  |                     |